# Биологически значимые элементы
Биологически значимые элементы (в противоположность биологически инертным элементам) — химические элементы, необходимые живым организмам для обеспечения нормальной жизнедеятельности.
Элементы, обеспечивающие жизнедеятельность организма, классифицируют по разным признакам — содержанию в организме, степени необходимости, биологической роли, тканевой специфичности и др. По содержанию в теле человека и других млекопитающих элементы делят на:
- макроэлементы (сотые доли процента и более);
- микроэлементы (от стотысячных до тысячных долей процента);
- ультрамикроэлементы (миллионные доли процента и менее)[1][2][3][4].

Некоторые авторы проводят границы между этими типами по другим значениям концентрации. Иногда ультрамикроэлементы не отделяют от микроэлементов.

## Макроэлементы

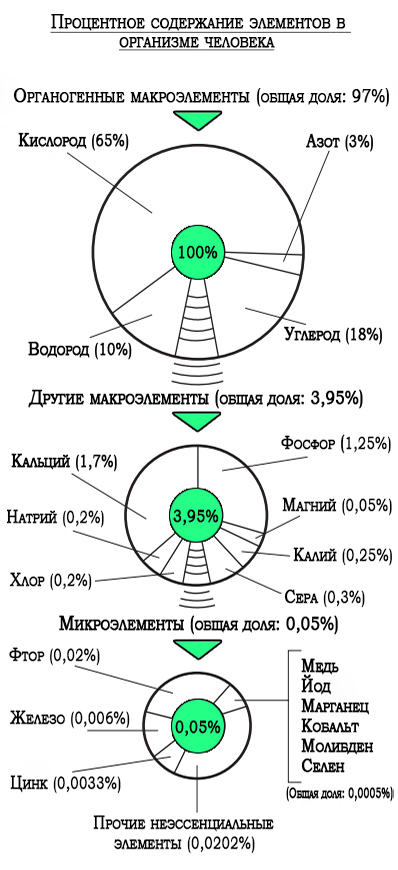
Доли содержания биологически значимых элементов в теле человека по Скальному А. В. (2019)

Эти элементы слагают основу тел организмов. Содержатся в организме взрослого человека в значительных количествах, от десятков граммов (хлор, магний) до десятков килограммов (кислород, углерод); другими словами, к макроэлементам относятся все биоэлементы, содержание которых в организме превышает 0,1 % массы тела.

### Органогенные элементы
Основную долю массы клетки составляют 4 элемента (указано их содержание в теле человека):
- Кислород — 65 %;
- Углерод — 18 %;
- Водород — 10 %;
- Азот — 3 %.

Эти макроэлементы называют органогенными элементами или макронутриентами (англ. macronutrient). Преимущественно из них построены белки, жиры, углеводы, нуклеиновые кислоты и многие другие органические вещества. Иногда эти четыре элемента обозначают акронимом CHNO, состоящим из их обозначений в таблице Менделеева.

### Другие макроэлементы
Ниже перечислены другие макроэлементы и их содержание в теле человека.
- Кальций — 1,7 %
- Фосфор — 1,25 %
- Калий — 0,25 %
- Сера — 0,3 %
- Натрий — 0,2 %
- Хлор — 0,2 %
- Магний — 0,05 %

## Микроэлементы
Термин «микроэлементы» получил особое распространение в медицинской, биологической и сельскохозяйственной научной литературе в середине XX века. В частности, для агрономов стало очевидным, что даже достаточное количество «макроэлементов» в удобрениях (троица NPK — азот, фосфор, калий) не обеспечивает нормального развития растений.
Микроэлементы — элементы, содержание которых в организме человека находится в пределах от 0,001 до 0,00001 % (от нескольких г до нескольких мг); другими словами, к микроэлементам относятся все элементы, содержание которых меньше 0,1 % массы тела. По своему значению для обеспечения жизнедеятельности организма, микроэлементы можно разделить на три группы: микроэлементы эссенциальные, микроэлементы условно эссенциальные, микроэлементы токсичные и малоизученные. Сложность подобной классификации микроэлементов состоит в том, что сами эссенциальные микроэлементы при определённых условиях могут вызывать токсичные реакции, а отдельные токсические микроэлементы при определённой дозировке и экспозиции могут обнаруживать свойства эссенциальных, то есть оказываться жизненно важными.
Содержание микроэлементов в организме мало, но они участвуют в биохимических процессах и необходимы живым организмам. Поддержание их содержания в тканях на физиологическом уровне необходимо для поддержания постоянства внутренней среды (гомеостаза) организма.

### Эссенциальные микроэлементы
Эссенциальными (или жизненно необходимыми) называют микроэлементы, которые постоянно присутствуют в организме и для которых установлена их исключительная роль в обеспечении жизнедеятельности. Все жизненно необходимые микроэлементы поступают в организм с пищей и питьевой водой. Среди них (в алфавитном порядке):
- Ванадий (V)
- Железо (Fe)
- Иод (I)
- Кобальт (Co)
- Кремний (Si)
- Литий (Li)
- Никель (Ni)
- Марганец (Mn)
- Медь (Cu)
- Молибден (Mo)
- Мышьяк (As)
- Селен (Se)
- Фтор (F)
- Хром (Cr)
- Цинк (Zn)

### Условно эссенциальные микроэлементы
Условно эссенциальными (или условно жизненно необходимыми) называют микроэлементы, в отношении которых накапливается всё больше данных об их важной роли в обеспечении жизнедеятельности организма. Среди них (в алфавитном порядке):
- Бор (B)
- Бром (Br)
- Кадмий (Cd)
- Свинец (Pb)
- Стронций (Sr)
- Титан (Ti)

### Токсичные и малоизученные микроэлементы
К токсичным и малоизученным относится большая группа элементов, которые в микроколичествах постоянно присутствуют в организме, однако их биологическая роль изучена ещё недостаточно. Так как многие из этих элементов обладают относительно высокой токсичностью, обычно основное внимание уделяется именно их вредному воздействию на организм. Токсичные и малоизученные микроэлементы не входят в число эссенциальных микроэлементов. Среди них (в алфавитном порядке):
- Барий (Ba)
- Бериллий (Be)
- Висмут (Bi)
- Галлий (Ga)
- Германий (Ge)
- Лантан (La)
- Олово (Sn)
- Радий (Ra)
- Рубидий (Rb)
- Серебро (Ag)
- Скандий (Sc)
- Торий (Th)
- Уран (U)
- Цезий (Cs)
- Цирконий (Zr)

## Биогенные элементы
Биогенными (биофильными) называют химические элементы, постоянно входящие в состав организмов и выполняющие определённые биологические функции. Элементы и их соединения, требующиеся биоте в больших количествах, называют макробиогенными (С, О, N, H, Ca, P, K, Na, S), а в малых количествах — микробиогенными. Для растений это: Fe, Mg, Cu, Zn, B, Si, Mo, Cl, V, Ca, которые обеспечивают функции фотосинтеза, азотного обмена и метаболическую функцию. Для животных требуются как перечисленные элементы (кроме B), так и дополнительно Se, Cr, Ni, F, I и Sn. Несмотря на малые количества, все эти элементы необходимы для жизнедеятельности биосистем.

## Взаимодействие и гомеостаз
Ионная природа элементов приводит к образованию их комплексов под действием различных неабсорбированных компонентов пищи. Не все факторы, влияющие на эти процессы, хорошо изучены. В числе прочего гомеостаз элементов в организме человека зависит от следующего:
- алкоголь;
- потеря крови;
- лекарства;
- заболевания;
- инфекции;
- тяжёлые металлы;
- гормоны;
- генетическая предрасположенность;
- хирургическое вмешательство;
- инфаркт миокарда;
- нефроз;
- беременность;
- противогриппозные вакцины пролонгированного действия;
- нарушение всасывания (мальсорбация);
- потоотделение;
- пищевые волокна;
- кормление грудью;
- фитат.[18]

Биологически значимые элементы не только усваиваются в желудочно-кишечном тракте, для многих из них он является местом выделения. В идеале большая часть выделенных в желудочно-кишечный тракт элементов реабсорбируется. Одни элементы могут усваиваться путём активного транспорта или стимулирования диффузии; другие усваиваются посредством пассивной диффузии, некоторые — с помощью двух и более механизмов. Усвоение необходимых элементов контролируется гомеостазом, что обеспечивает их нормальное, или симметричное, распределение.
Существует определённое физиологическое взаимодействие между элементами, конкурирующими за места образования связей на щёточной каёмке энтероцитов, за определённые органические комплексообразующие элементы внутри энтероцитов или за сайты на специфических транспортных белках. Существует и конкуренция за рецепторы перед встраиванием в их дефинитивную матрицу в функциональных клетках. Физические и химические свойства элементов определяются при этом их электронной конфигурацией.

## Недостаток минеральных веществ в организме
Основные причины, вызывающие недостаток минеральных веществ:
- Неправильное или однообразное питание, некачественная питьевая вода.
- Геологические особенности различных регионов Земли — эндемические (неблагоприятные) районы (см. Эндемические заболевания).
- Большая потеря минеральных веществ по причине кровотечений, болезнь Крона, язвенный колит.
- Употребление алкоголя и некоторых лекарственных средств, связывающих микроэлементы или вызывающих их потерю организмом.

## Использование термина «минерал» по отношению к биологически значимым элементам
Микро- и макроэлементы попадают в организм главным образом с пищей. Для их обозначения в английском языке существует термин dietary minerals.
В конце XX века российские производители некоторых лекарственных препаратов и биологически активных добавок стали использовать для обозначения макро- и микроэлементов термин «минерал». С научной точки зрения такое употребление этого термина является неправильным, так как он означает только геологическое природное тело с кристаллической структурой. Тем не менее производители так называемых «биологических добавок» стали называть свою продукцию витаминно-минеральными комплексами, имея в виду минеральные добавки к витаминам.